# 八萬四千法門
八萬四千法門（巴利語：caturāsīti-dhammakkhandha-sahassāni；梵語：caturaśīti-dharmaskandha-sahasrāṇi），又作八萬四千法藏、八萬四千法聚、八萬四千法蘊，舉其大數，又稱為八萬法門，是用以形容佛陀所說教法廣大的佛教術語。
按說一切有部論師眾賢的解說，由於眾生有貪、瞋、癡、我慢、身見及尋思等八萬行，為對治這些煩惱，佛陀宣說八萬法蘊：不淨、慈悲、緣起、無常想、空、持息念等諸對治門，令眾生入佛法中而得究竟。

## 詞彙
- 八十四，巴利語：caturāsīti、梵語：caturaśīti。
- 法蘊，巴利語：dhammakkhandha、梵語：dharmaskandha。
- 千（複數變格），巴利語：sahassāni、梵語：sahasrāṇi。

## 上座部佛教
在上座部佛教的三藏中，八萬四千法蘊為阿難長老所憶持，八萬二千從佛陀領受，從諸比丘領受者二千。

"Dvāsīti buddhato gaṇhiṃ, dve sahassāni bhikkhuto; Caturāsītisahassāni, ye me dhammā pavattino."--《Theragāthā》17.3 Ānandattheragāthā

"82,000 from the Buddha, and 2,000 more from the monks: 84,000 teachings I've learned, and these are what I promulgate."--《長老偈》17.3 阿難長老偈

尊者阿難復作是說：「諸賢！我從如來受八萬法聚，初不再問，除其一句，彼亦如是不易。」--《中阿含·侍者經》

尊者阿難告諸苾芻作如是語：「我親從佛邊受八萬法蘊，從諸苾芻所傳受得二千。」--《大毘婆沙論》

### 說一切有部
《大毘婆沙論》羅列諸多異說，而以「眾生有八萬四千無數煩惱，為對治此無量煩惱，佛陀說八萬四千種種法蘊，令眾生入佛法中」為正說。
《阿毗達磨俱舍論》列舉三說。以第三說為正說，同於《大毘婆沙論》：
一、佛教有八萬部，每一部量有六千頌，如同《法蘊足論》六千頌成。
二、謂蘊．處．界．緣起．諦．食．靜慮．無量．無色．解脫．勝處．遍處．覺品．神通．無諍．願智．無礙解等教門，其差別數有八萬，一一教門名一法蘊。
三、眾生有貪、瞋等八萬煩惱行類之別，為對治彼八萬行故，佛陀宣說八萬法蘊。

### 南傳上座部
南傳上座部以一一教門名一法蘊，其複注（ṭīkā）記載《巴利論藏》含括42000法蘊，《巴利經藏》和《巴利律藏》各含括21000法蘊，合為八萬四千法蘊。

## 大乘佛教
大乘經記載八萬四千法蘊為對治四類眾生：貪淫、瞋恚、愚癡、等分（指貪嗔癡三者均分）的煩惱所說。得一切佛法則攝八萬四千法門，廣大無邊無量。

爾時文殊師利謂等行菩薩：「善男子！為眾生八萬四千行故，說八萬四千法藏，名為說法」。--《思益梵天所問經·論寂品》
攝受正法廣大義者，則是無量，得一切佛法，攝八萬四千法門。--《勝鬘經·攝受章》
二千一百諸度無極，說法教化諸貪淫種。二千一百諸度無極，說法開化諸瞋恚種。二千一百諸度無極，說法開覺諸愚癡種。二千一百諸度無極，說法訓誨化等分種，是合八千四百諸度無極。一變為十，合八萬四千諸度無極。--《賢劫經·八等品》
菩薩見眾生，三毒煩惱病，種種諸苦惱，長夜所煎迫。為發大悲心，廣說對治門，八萬四千種，滅除眾苦患。--《大方廣佛華嚴經·離世間品》

善知識！我此法門從一般若生八萬四千智慧，何以故？為世人有八萬四千塵勞。--《六祖壇經·般若品》
又按慧遠《大乘義章》等所記載，佛陀三百五十功德門中各具布施、持戒、忍辱、精進、禪定、智慧等六度，共成二千一百度門。於諸貪淫瞋恚愚癡等分四種眾生，各以此二千一百度門教化而開覺之，合成八千四百度門，用此諸度對治四大六衰之患，一變為十（四大六塵為十），總成八萬四千度門。
《大乘理趣六波羅蜜多經》記載八萬四千法蘊，攝為五分：一、經藏、二、毘奈耶、三、阿毘達磨、四、般若波羅蜜多、五、陀羅尼門。